# Simonov PTRS
El Simonov PTRS (ПТРС - ПротивоТанковое Ружье Симонова - Fusil antitanque Simonov) es un fusil antitanque semiautomático desarrollado en 1941, que fue empleado por el Ejército Rojo durante la Segunda Guerra Mundial conjuntamente con su homólogo monotiro Degtyarov PTRD.

## Diseño
El Simonov PTRS fue producido y empleado por el ejército soviético durante la Segunda Guerra Mundial. Durante el periodo de entreguerras, la Unión Soviética empezó a experimentar con diferentes cartuchos antiblindaje. Al hallar que el 12,7 x 108 era poco efectivo, se empezó a desarrollar lo que sería el potente cartucho antiblindaje 14,5 x 114. Famosos diseñadores de armas soviéticos, tales como Vasili Degtiariov con su PTRD y Sergei Gavrilovich Simonov diseñaron fusiles para emplear este cartucho. A fines del verano de 1941, Simonov diseña el PTRS, un fusil antitanque alimentado mediante peines que más tarde serviría como base para el diseño de la carabina semiautomática SKS. Se da la circunstancia que debido a la urgencia del Ejército Rojo en conseguir este tipo de fusil, los dos modelos reseñados arriba fueron desarrollados, producidos y utilizados simultáneamente; si bien, el PTRS fue fabricado en pequeños números, debido a su más compleja y costosa construcción. 
El peine con capacidad de 5 cartuchos se insertaba en el cajón de mecanismos y era sujetado a presión por una cubierta pivotante. Al disparar el último cartucho, el cerrojo quedaba en posición abierta, ya que el retén del cargador solo puede accionarse con el cerrojo abierto. Como el PTRS es accionado por los gases del disparo, tiende a bloquearse cuando está sucio, lo cual se debe al hollín que produce el cartucho 14,5 mm y que se deposita en la portilla de gases. La bala antiblindaje BS-41 14,5 mm tiene una velocidad de 1.013 m/s y buenas propiedades balísticas. Puede perforar una plancha de blindaje con un grosor de 40 mm a una distancia de 100 metros.

## Historia
El fusil empezó a ser producido en 1941, siendo ampliamente empleado en el Frente del Este durante la Segunda Guerra Mundial. Tuvo un buen desempeño contra los primeros tanques alemanes, además de ser útil para atacar camiones de suministro y otros vehículos sin blindaje, ya que el blindaje de los tanques alemanes se iba haciendo cada vez más grueso con el avance de la guerra. Como medida defensiva, los tanques alemanes muchas veces eran equipados con planchas de blindaje "Schürzen" ("faldas") que iban colgando sobre sus delgados flancos.
Los fusiles antitanque calibre 14,5 mm también fueron empleados en diversos papeles. Además de atacar tanques y vehículos blindados, fueron empleados para destruir emplazamientos de morteros y nidos de ametralladora. 
Durante la guerra, un cierto número de estos fusiles antitanque fueron capturados y empleados por los alemanes. Recibieron la denominación de Panzerbüchse 784(r) o PzB 784(r).
Estos fusiles antitanque todavía son utilizados por separatistas prorrusos en el este de Ucrania, durante la guerra del Dombás, por su capacidad para perforar el blindaje de los transportes blindados de personal. La munición que emplean data de la Segunda Guerra Mundial. Uno de estos fusiles fue equipado con el freno de boca de un PTRD.